# Lista de canções gravadas por Secret
Esta é uma lista de canções do girl group sul-coreano Secret.

## 0–9
| Canção                               | Compositor                           | Álbum           | Ano  | Notas                                                                                     |
| ------------------------------------ | ------------------------------------ | --------------- | ---- | ----------------------------------------------------------------------------------------- |
| "1,2,3"                              | Hana, Brandon Fraley, Jamelle Fraley | Poison          | 2012 |                                                                                           |
| "3 years and 6 months" (3 년 6 개월) |                                      | I Want You Back | 2009 | Uma versão acústica da canção foi incluída no primeiro mini-álbum do Secret, Secret Time. |

## A
| Canção      | Compositor  | Álbum            | Ano  | Notas          |
| ----------- | ----------- | ---------------- | ---- | -------------- |
| "AMAZINGER" | Hana, Marco | Moving in Secret | 2011 | (solo de Hana) |

## B
| Canção    | Compositor | Álbum            | Ano  | Notas |
| --------- | ---------- | ---------------- | ---- | ----- |
| "Bastard" | Isang-in   | Moving in Secret | 2011 |       |

## C
| Canção            | Compositor                                | Álbum               | Ano  | Notas                                                               |
| ----------------- | ----------------------------------------- | ------------------- | ---- | ------------------------------------------------------------------- |
| "Calling U"       | Hana, Jeon Da Woon, MARCO                 | Poison              | 2012 |                                                                     |
| "Color of Love"   | Junji Ishiwatari                          | So Much For Goodbye | 2012 |                                                                     |
| "Christmas Magic" | Kang Ji Won, Kim Ki Bum, Junji Ishiwatari | Shy Boy (EP)        | 2011 | Remake japonês de Starlight Moonlight arranjado em versão natalina. |

## D
| Canção                                 | Compositor                   | Álbum            | Ano  | Notas                                                                      |
| -------------------------------------- | ---------------------------- | ---------------- | ---- | -------------------------------------------------------------------------- |
| "Do As You Please"                     |                              | Secret Time      | 2010 |                                                                            |
| "Do It Better!" (잘해 더!)             | Baekchan                     | Madonna          | 2010 | Com participação de Baekchan (백찬) do 8Eight.                             |
| "Don't Laugh" (웃지좀마; Eutji Jom Ma) | Hana, Im Sanghyuk, Jeon Daun | Moving in Secret | 2011 | Um remake japonês da canção foi lançado no EP Shy Boy em novembro de 2011. |

## E
| Canção                   | Compositor              | Álbum   | Ano  | Notas |
| ------------------------ | ----------------------- | ------- | ---- | ----- |
| "Empty Space" (자리비움) | Im Sang Hyuk, Kim Kibum | Madonna | 2010 |       |

## F
| Canção            | Compositor          | Álbum  | Ano  | Notas |
| ----------------- | ------------------- | ------ | ---- | ----- |
| "Falling in Love" | Hana, Park Goo Seok | Poison | 2012 |       |

## G
| Canção        | Compositor                           | Álbum  | Ano  | Notas                                                            |
| ------------- | ------------------------------------ | ------ | ---- | ---------------------------------------------------------------- |
| "Going Crazy" | Bang Yong Guk, Kang Jiwon, Kim Kibum | nenhum | 2011 | Solo de Song Jieun com a participação de Bang Yong Guk do B.A.P. |

## H
| Canção                | Compositor                  | Álbum            | Ano  | Notas |
| --------------------- | --------------------------- | ---------------- | ---- | ----- |
| "Hesitant" (줄듯말듯) | Hana, Mario, Hwang Sung Jin | Madonna          | 2010 |       |
| "Hope" (바래; Balae)  | Im Sanghyuk, Jeon Daun      | Moving in Secret | 2011 |       |

## I
| Canção            | Compositor | Álbum           | Ano  | Notas                                                                                     |
| ----------------- | ---------- | --------------- | ---- | ----------------------------------------------------------------------------------------- |
| "I Want You Back" |            | I Want You Back | 2009 | Uma versão acústica da canção foi incluída no primeiro mini-álbum do Secret, Secret Time. |

## L
| Canção                                              | Compositor            | Álbum               | Ano  | Notas                                                                      |
| --------------------------------------------------- | --------------------- | ------------------- | ---- | -------------------------------------------------------------------------- |
| "La La La" (랄랄라)                                 | Hana, Marco           | Madonna             | 2010 | Um remake japonês da canção foi lançado no EP Shy Boy em novembro de 2011. |
| "Love is Long" (恋はロング・ラン; Koi wa Rongu Ran) | Junji Ishiwatari      | So Much For Goodbye | 2012 |                                                                            |
| "Love is Move" (사랑은 MOVE; Sarangeun MOVE)        | Kang Jiwon, Kim Kibum | Moving in Secret    | 2011 |                                                                            |

## M
| Canção                                 | Compositor                               | Álbum               | Ano  | Notas                                                                                    |
| -------------------------------------- | ---------------------------------------- | ------------------- | ---- | ---------------------------------------------------------------------------------------- |
| "Madonna"                              | Kang Jiwon, Kim Kibum                    | Madonna             | 2010 | Um remake japonês da canção foi lançado no país em agosto de 2011.                       |
| "Magic"                                | Shinshadong Tiger, Kang Jiwon, Kim Kibum | Secret Time         | 2010 |                                                                                          |
| "Melodrama" (멜로영화; Romantic Movie) | Lee Min Ki, Jeon Daun                    | Starlight Moonlight | 2011 |                                                                                          |
| "Movie Star"                           | Hana, Taebong-i, Ssaijyeo, Yeonpil       | Moving in Secret    | 2011 | Um remake japonês da canção foi lançado no EP Shy Boy em novembro de 2011.               |
| "My Boy"                               |                                          | Secret Time         | 2010 | A canção apareceu no primeiro CD single japonês do Secret, Madonna, com um novo arranjo. |

## N
| Canção      | Compositor | Álbum            | Ano  | Notas |
| ----------- | ---------- | ---------------- | ---- | ----- |
| "Neverland" | Inwoo      | Moving in Secret | 2011 |       |
| "No.1"      | Marco      | Shy Boy          | 2011 |       |

## O
| Canção                 | Compositor            | Álbum               | Ano  | Notas |
| ---------------------- | --------------------- | ------------------- | ---- | ----- |
| "Oh! Honey" (오! 허니) | Kang Jiwon, Kim Kibum | Starlight Moonlight | 2011 |       |

## P
| Canção   | Compositor              | Álbum  | Ano  | Notas |
| -------- | ----------------------- | ------ | ---- | ----- |
| "Poison" | Kang Ji Won, Kim Ki Bum | Poison | 2012 |       |

## S
| Canção                           | Compositor                               | Álbum               | Ano  | Notas                                                                      |
| -------------------------------- | ---------------------------------------- | ------------------- | ---- | -------------------------------------------------------------------------- |
| "Sexy" (섹시하게)                | Kim Kibum, Marco                         | Moving in Secret    | 2011 |                                                                            |
| "Shy Boy" (샤이보이)             | Kang Jiwon, Kim Kibum                    | Shy Boy             | 2011 | Um remake japonês da canção foi lançado no EP Shy Boy em novembro de 2011. |
| "So Much For Goodbye"            | Im Sanghyuk, Jeon Daun, Junji Ishiwatari | So Much For Goodbye | 2012 |                                                                            |
| "Spotlight"                      |                                          | Secret Time         | 2010 |                                                                            |
| "Starlight Moonlight" (별빛달빛) | Kang Jiwon, Kim Kibum                    | Starlight Moonlight | 2011 |                                                                            |

## T
| Canção      | Compositor              | Álbum            | Ano  | Notas |
| ----------- | ----------------------- | ---------------- | ---- | ----- |
| "Talk That" | Shinsadong Tiger        | nenhum           | 2012 |       |
| "Telepathy" | Kang Ji Won, Kim Ki Bum | Poison           | 2012 |       |
| "Together"  | Hana, Twelve            | Moving in Secret | 2011 |       |

## Outras canções
| Canção        | Compositor                | Álbum                       | Ano  | Notas                                                 |
| ------------- | ------------------------- | --------------------------- | ---- | ----------------------------------------------------- |
| "Friends"     |                           | God of Study OST            | 2009 |                                                       |
| "It's Cold"   |                           | Take Care of us Captain OST | 2012 | Solo de Song Jieun.                                   |
| "Let's Go!"   |                           | nenhum                      | 2010 | Song Jieun como parte da 5ª reunião de cúpula do G20. |
| "Secret Love" | Bang Yong Guk, Kang Jiwon | Warrior                     | 2012 | Canção de B.A.P com a participação de Song Jieun.     |
| "Yesterday"   |                           | nenhum                      | 2009 | Solo de Song Jieun.                                   |